# Trương Hàn (nhà Tấn)
Trương Hàn (chữ Hán: 张翰, ? - ?), tên tự là Quý Ưng, người huyện Ngô, quận Ngô  , là nhà văn đời Tây Tấn trong lịch sử Trung Quốc.

## Tiểu sử
Cha là Trương Nghiễm, làm đến Đại hồng lư của Đông Ngô , trước tác Mặc ký. Anh/em trai là Trương Bột trước tác Ngô lục.
Hàn có tài năng, nhưng tính phóng túng, nên được đặt hiệu là Giang Đông bộ binh  .
Hàn đến Lạc Dương, được Tề vương Tư Mã Quýnh vời làm Đại tư mã Đông tào duyện . Gặp loạn Bát vương, Hàn lấy cớ nhớ nhà, tự ý bỏ về Giang Đông , nên bị triều đình cắt tên ở bộ Lại. Ít lâu sau Quýnh thất bại, Hàn được người đời khen là hiểu tình thế .
Không rõ Hàn mất khi nào, chỉ biết ông hưởng thọ 57 tuổi .

## Tính cách
Hàn tính phóng túng, nhân nghe được tiếng đàn của Hạ Tuần (con trai Hạ Thiệu) ở đình Kim Xương, phụ cận Xương Môn, bèn bước xuống thuyền chào hỏi. Hàn vốn không quen biết Tuần, hai người sau khi trò chuyện thì rất khâm phục lẫn nhau. Hàn hỏi thăm thì biết Tuần đang trên đường đến Lạc Dương nhậm chức, bèn đột ngột quyết định đi cùng, nhưng không thông báo cho người nhà, khiến gia đình phải tìm kiếm mới rõ .
Trương Hàn kết bạn với Cố Vinh (cháu nội của Cố Ung) ; trước khi quay về Giang Đông, ông từng nhắc nhở Vinh cẩn thận giữ mình . Vinh mất (312), Hàn đến viếng, thương khóc, gảy mấy khúc đàn, lại thương khóc rồi bỏ đi, rốt cục không gặp người chủ trì tang lễ .
Hàn tự ý trở về Giang Đông , tiếp tục phóng túng, không hề lo nghĩ về công danh. Có người nhắc nhở Hàn nên làm gì đó để lưu danh đời sau, ông nói: "Giả sử tôi có công danh để lưu lại đời sau, chẳng bằng một chén rượu ngay bây giờ." Người đời quý cái tính khoáng đạt ấy .
Hàn rất có hiếu với mẹ, khi bà mất, vô cùng thương xót .

## Điển cố: Thuần lư chi tư
Bấy giờ Trương Hàn bỏ quan, rời Lạc Dương trở về Giang Đông, chính là điển cố 莼鲈之思/thuần lư chi tư trong văn học Trung Quốc: Trương Hàn thấy gió thu nổi lên, chợt nhớ rau cô, canh rau nhút (thuần), nem cá lư (lư) của Ngô Trung, bèn nói: "Đời người quý ở chỗ được thỏa ý, sao có thể làm quan tha hương mấy ngàn dặm để cầu danh tước!" Rồi lập tức trở về .

## Sự nghiệp văn chương

### Trước tác
Hàn trước tác "Thủ khâu phú" , nay không còn. Hàn hầu như không ghi chép sáng tác của mình, hiện chỉ còn vài mươi bài văn, thơ , được đưa vào Chiêu Minh văn tuyển , Tiên Tần Hán Ngụy Tấn Nam Bắc Triều thi  và Toàn Thượng Cổ Tam Đại Tần Hán Tam Quốc Lục Triều văn .

### Tác phẩm tiêu biểu: Tư Ngô Giang Ca
| Nguyên tác: 思吴江歌 秋风起兮木叶飞, 吴江水兮鲈正肥. 三千里兮家未归, 恨难禁兮仰天悲. | Hán Việt: Tư Ngô Giang Ca Thu phong khởi hề mộc diệp phi, Ngô giang thủy hề Lư chánh phì. Tam thiên lý hề gia vị quy, Hận nan cấm hề ngưỡng thiên bi. | Dịch nghĩa: Bài ca nhớ sông Ngô Gió thu nổi hề lá cây bay, Nước sông Ngô hề cá Lư đang mập. Ba ngàn dặm hề nhà chưa về, Hận khó ngăn hề ngửa mặt lên trời đau xót. | Dịch thơ: (chưa có) |

## Tác phẩm liên quan
- Lý Bạch nhắc trực tiếp đến Trương Hàn trong các bài thơ Tống Trương Xá Nhân Chi Giang Đông, Hành Lộ Nan kỳ 3, Kim Lăng Tống Trương Thập Nhất Tái Du Đông Ngô (chưa có bản dịch).
- Trương Hàn thiếp, còn gọi là Quý Ưng thiếp, Trương Hàn tư lư thiếp của nhà thư pháp Âu Dương Tuân đời Đường, ghi chép tiểu sử của Trương Hàn, viết theo thể Hành thư, 11 hàng, 89 chữ. Đây vốn là một phần của tác phẩm Sử sự thiếp, cũng là một trong 4 kiện mặc tích của Âu Dương Tuân còn tồn tại đến nay, hiện được lưu giữ ở Bắc Kinh Cố Cung bác vật viện.
- Ngô Giang tri huyện Vương Tích xây Tam Cao từ, thờ 3 người hiền là Phạm Lãi, Trương Hàn và Lục Quy Mông, thơ đề từ do Tô Thức làm . Lời từ khen tặng Trương Hàn như sau:

| Nguyên tác 浮世功名食与眠, 季鹰真得水中仙. 不须更说知几早, 直为鲈鱼也自贤. | Hán Việt Phù thế công danh thực dữ miên, Quý Ưng chân đắc thủy trung tiên. Bất tu canh thuyết tri kỷ tảo, Trực vi lư ngư dã tự hiền. | Dịch nghĩa: | Dịch thơ: (chưa có) |

## Khảo chứng
1. ↑  Tấn thư, tlđd: Trương Hàn tự Quý Ưng, người huyện Ngô, quận Ngô đấy.
2. ↑  Tấn thư, tlđd: Cha là Nghiễm, Ngô Đại hồng lư.
3. ↑  Lưu Nghĩa Khánh, tlđd quyển Hạ thượng, thiên Nhâm đản: Trương Quý Ưng phóng túng 1 không chịu câu thúc, người đời đặt hiệu là "Giang Đông bộ binh". Tấn thư, tlđd: Hàn có tài năng 2, giỏi làm văn, nhưng tính phóng túng không chịu câu thúc, nên bị người đương thời gọi là "Giang Đông bộ binh".
4. ↑  Tấn thư, tlđd: Tề vương Quýnh vời làm Đại tư mã Đông tào duyện.
5. 1 2 3  Tấn thư, tlđd: Hàn nhân thấy gió thu nổi lên, bèn nhớ rau cô 3, canh nhút 4, nem cá lư 5, nói: "Nhân sinh quý ở việc được thích chí, sao có thể làm quan tha hương 6 mấy ngàn dặm để cầu danh tước vậy!" rồi lập tức lên đường 7 trở về.
6. ↑  Tấn thư, tlđd: Ít lâu sau Quýnh bại, người đời đều nói ông hiểu tình thế 8. Nhưng phủ cho rằng ông tự ý bỏ đi, nên cắt tên ở bộ Lại 9.
7. ↑  Tấn thư, tlđd: Được 57 tuổi thì mất.
8. ↑  Lưu Nghĩa Khánh, tlđd quyển Hạ thượng, thiên Nhâm đản: Hạ tư không vào Lạc phó mệnh, làm Thái tôn  xá nhân. Đi Xương Môn thuộc quận Ngô, ở trong thuyền gảy đàn. Trương Quý Ưng vốn không quen biết, trước tiên ở Kim Xương đình, nghe dây rất thanh, xuống thuyền gặp Hạ, nhân đó cùng nói chuyện. Liền rất khâm phục lẫn nhau. Hỏi Hạ: "Anh muốn đi sao?" Hạ nói: "Vào Lạc phó mệnh, nên lên đường ngay." Trương nói: Tôi cũng có việc ở Bắc kinh." Nhân đó đi nhờ, liền cùng Hạ xuất phát. Ban đầu không cáo với gia đình, gia đình truy vấn mới biết. Tấn thư, tlđd: Gặp lúc người Hội Kê là Hạ Tuần nhận mệnh vào Lạc, đi qua Xương Môn thuộc quận Ngô, ở trong thuyền gảy đàn. Hàn ban đầu không quen biết, cùng Tuần nói chuyện, liền rất khâm phục lẫn nhau. Hỏi Tuần, biết ông ta vào Lạc, nói: "Tôi cũng có việc đi Bắc kinh." Rồi cùng ngồi thuyền đi ngay, mà không cáo với người nhà.
9. ↑  Tấn thư quyển 68, liệt truyện 38 – Cố Vinh truyện: (Vinh) thường buông thả rượu chè thỏa thích, nói với ngươi bạn là Trương Hàn rằng: "Chỉ uống rượu mới có thể quên lo, nhưng chẳng có gì gây bệnh như thế."
10. ↑  Tấn thư, tlđd: Quýnh khi ấy cầm quyền, Hàn nói với người cùng quận là Cố Vinh rằng: "Thiên hạ loạn lạc, họa nạn chưa thôi. Ôi kẻ đã vang danh bốn bể, muốn rút lui thì rất khó. Tôi vốn là người chốn núi rừng, chẳng mong gì lúc này. Anh hãy lấy sáng suốt phòng bị trước mắt, lấy trí khôn lo lắng về sau." Vinh cầm tay Hàn, thương cảm nói rằng: "Tôi cũng muốn cùng anh hái rau quyết 10 Nam Sơn, uống nước Tam Giang  đấy!"
11. ↑  Tấn thư quyển 68, liệt truyện 38 – Cố Vinh truyện: Vinh vốn thích đàn, đến khi mất, người nhà đặt đàn ở bàn thờ. Người Ngô quận là Trương Hàn khóc to, đến rồi lên sàng gảy đàn vài khúc, vỗ đàn mà than rằng: "Cố Ngạn Tiên còn có thể thưởng thức thứ này hay không?" Nhân đó lại khóc to, không viếng tang chủ mà bỏ đi.
12. ↑  Tấn thư, tlđd: Hàn mặc lòng tự thích, không cầu đương thế. Có người nói với ông rằng: " Anh cứ cho là buông thả một lúc, nhưng không làm gì để lưu danh 11 ru?" Đáp rằng: "Giả sử ta có cái danh để lưu lại, chẳng bằng một chén rượu tức thì." Người đương thời quý tính khoáng đạt ấy.
13. ↑  Tấn thư, tlđd: Tính chí hiếu, gặp tang mẹ, thương xót quá lễ.
14. ↑  Lưu Nghĩa Khánh, tlđd quyển Trung thượng, thiên Thức giám: Trương Quý Ưng được vời làm Tề vương Đông tào duyện, tại Lạc thấy gió thu khởi, nhân nhớ rau cô, canh rau nhút, nem cá lư của Ngô Trung, nói: "Nhân sinh quý ở việc được thích chí, sao có thể làm quan tha hương mấy ngàn dặm để cầu danh tước vậy!" rồi 'mệnh giá' quay về. Ít lâu sau Tề vương bại, người đương thời đều cho là vì 'kiến cơ'."
15. ↑  Tấn thư, tlđd: Trước Thủ khâu phú,...
16. ↑  Tấn thư, tlđd:...văn chương phần nhiều không ghi chép... Văn chương của ông có vài mươi thiên lưu hành ở đời.

## Chú giải của Trương Hàn truyện
- Chú giải 1:  Nguyên văn: 纵任/túng (buông tha) nhâm (mặc kệ).
- Chú giải 2:  Nguyên văn: 清才/thanh tài, ý nói tài năng trác việt. VD: Phan Nhạc (nhà Tấn) – Dương Trọng Vũ lụy tự: "Như anh thanh tài tuấn mậu, thịnh đức nhật tân, tôi thấy anh tiến, chưa thấy anh dừng vậy." Tam quốc chí, Ngụy thư, Thôi Diễm truyện chú dẫn Ngụy thị xuân thu: "(Khổng) Dung có cao danh 'thanh tài', đời phần nhiều thương xót ông."
- Chú giải 3:  Nguyên văn: 菰菜/cô thái, còn gọi là 茭白/giao bạch hay lúa miêu, tên khoa học là Zizania latifolia; Lý Thì Trân (nhà Minh) – Bản thảo cương mục, Thảo 8, Cô – tập giải dẫn Tô Tụng rằng: "Cuối mùa xuân sinh sôi cỏ tranh trắng như măng, tức là 'cô thái' đấy, còn gọi là 'giao bạch', sống chín đều ăn được, ngọt ngon." Xem thêm bài lúa miêu.
- Chú giải 4:  Nguyên văn: 莼/thuần, gọi đầy đủ là 莼菜/thuần thái, tên khoa học là Brasenia schreberi; theo tự điển Thiều Chửu, 莼 là rau nhút.
- Chú giải 5:  Nguyên văn: 鲈/lư; theo tự điển Thiều Chửu: 鲈 là cá lư. Cổ nhân gọi là 銀鱸/ngân lư hay 玉花鱸/ngọc hoa lư. Xuất sản ở Tùng Giang gọi là 四鰓鱸/tứ tai lư (Trachidermus fasciatus) là một giống cá rất ngon.
- Chú giải 6:  Nguyên văn: 羁宦/ki hoạn; theo tự điển Thiều Chửu, 羁/ki nghĩa là ở trọ, ngủ nhờ, ở lại (quê người), cũng viết là 羇/ki; 宦/hoạn nghĩa là làm quan.
- Chú giải 7:  Nguyên văn: 命驾/mệnh giá, nghĩa đen là khiến người ta (mệnh) đóng ngựa vào xe (giá), ý nói lập tức lên đường. VD: Tả truyện, Ai Công năm thứ 11: "Lui, 'mệnh giá' mà đi." Lưu Nghĩa Khánh – Thế thuyết tân ngữ, Giản ngạo: "Kê Khang với Lữ An thân thiện, mỗi lần nhớ nhau, ngàn dặm 'mệnh giá'."
- Chú giải 8:  Nguyên văn: 见机/kiến (trông thấy) cơ (then chốt, cơ hội), ý nói nắm được tình thế mà hành sự. VD: Tam quốc diễn nghĩa hồi 43, Gia Cát Lượng thiệt chiến quần nho, Lỗ Tử Kính lực bài chúng nghị: Túc lĩnh mệnh mà về; ngày hôm sau vào quán dịch gặp Khổng Minh, lại dặn rằng: "Nay gặp chủ tôi, nhất thiết không thể nói Tào Tháo binh nhiều." Khổng Minh cười rằng: "Lượng tự 'kiến cơ' mà ứng biến, quyết không có lầm."
- Chú giải 9:  Nguyên văn: 除吏名/trừ Lại danh.
- Chú giải 10:  Nguyên văn: 蕨, tên khoa học là Pteridium aquilinum var. Latiusculum; theo tự điển Thiều Chửu: 蕨 là một loài thực vật nở hoa ngầm, lá non ăn được.
- Chú giải 11:  Nguyên văn: 身后名/thân hậu danh, thường gọi là hậu danh. Thân hậu nghĩa là 死後/tử hậu/sau khi chết; VD: Văn tuyển – Lục Cơ, Hào sĩ phú tự: "游子殉高位於生前, 志士思垂名於身後/Du tử tuẫn cao vị vu sanh tiền, Chí sĩ tư thùy danh vu thân hậu." (tạm dịch: Du tử bỏ ngôi cao khi còn sống, Chí sĩ muốn lưu danh khi đã chết.) Lịch Đạo Nguyên (Bắc Ngụy) – Thủy kinh chú, Miện thủy: "Dưới núi trong đầm có bia của Đỗ Nguyên Khải (tức Đỗ Dự), Nguyên Khải ưa chuộng 'hậu danh', làm đôi bia, đều thuật công của mình." Như vậy Thân hậu danh hay Hậu danh nghĩa là tiếng tăm lưu lại sau khi mất.